# Cáceres (Mato Grosso)
Cáceres is een gemeente in de Braziliaanse deelstaat Mato Grosso.
De plaats is de zetel van het rooms-katholieke bisdom São Luíz de Cáceres.

## Aangrenzende gemeenten
De gemeente grenst aan Barra do Bugres, Curvelândia, Glória d'Oeste, Lambari d'Oeste, Mirassol d'Oeste, Nossa Senhora do Livramento, Poconé, Porto Esperidião, Porto Estrela, Salto do Céu en Corumbá (MS).

### Landsgrens
En met als landsgrens aan de gemeente San Matías in de provincie Ángel Sandoval in het departement Santa Cruz met het buurland Bolivia.

## Verkeer en vervoer
De plaats ligt aan de radiale snelweg BR-070 tussen Brasilia en Cáceres. De weg loopt na deze plaats nog door tot aan de grens met Bolivia. Daarnaast ligt ze aan de wegen BR-174 en MT-343.